# The Mindsweep
The Mindsweep — четвертий студійний альбом британського рок-гурту Enter Shikari, випущений 19 січня 2015 року, продюсерував альбом Ден Веллер (англ. Dan Weller)

## Історія
Гурт оголосив про випуск альбому 8 жовтня 2014 року,

## Список композицій альбому
Автор музики і слів Enter Shikari. 
| #   | Назва                            | Тривалість |
| --- | -------------------------------- | ---------- |
| 1.  | «The Appeal & The Mindsweep I»   | 4:50       |
| 2.  | «The One True Colour»            | 3:53       |
| 3.  | «Anaesthetist»                   | 2:55       |
| 4.  | «The Last Garrison»              | 3:42       |
| 5.  | «Never Let Go Of The Microscope» | 4:02       |
| 6.  | «Myopia»                         | 4:10       |
| 7.  | «Torn Apart»                     | 3:54       |
| 8.  | «Interlude»                      | 0:56       |
| 9.  | «The Bank Of England»            | 3:23       |
| 10. | «There’s A Price On Your Head»   | 2:49       |
| 11. | «Dear Future Historians…»        | 6:28       |
| 12. | «The Appeal & The Mindsweep II»  | 3:40       |

## Учасники запису
- Roughton «Rou» Reynolds — вокал, електроніка, тексти
- Liam «Rory C» Gerard Clewlow — гітара, бек-вокал
- Chris «Batty C» Batten — бас-гітара, бек-вокал
- Rob Rolfe — барабани, біти, вокал